# BPDigital

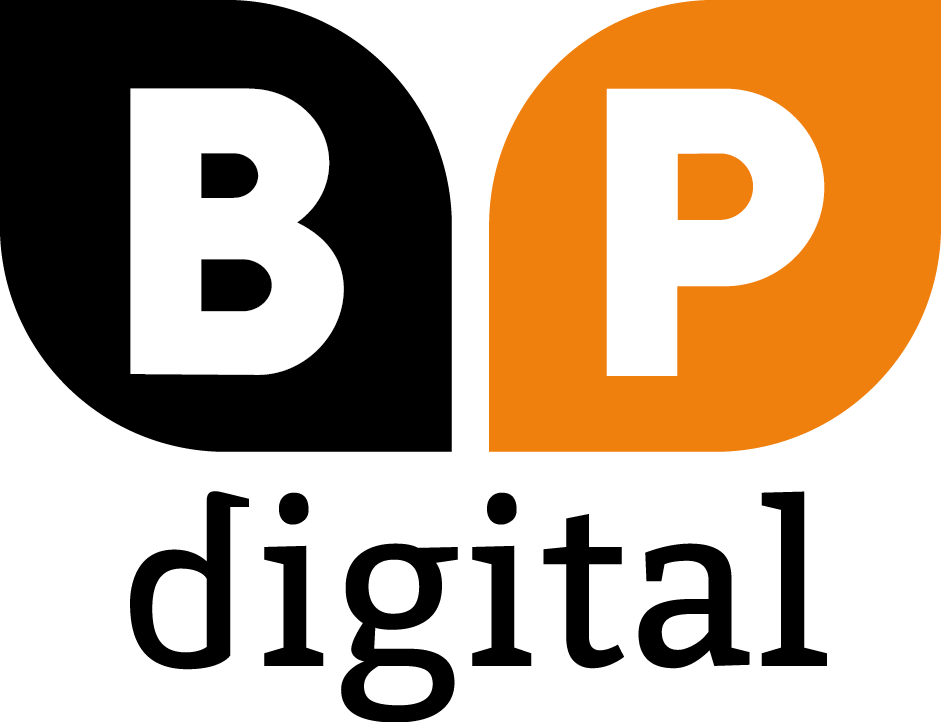
Isologo de la Biblioteca Pública Digital (BPDigital) Chile

Biblioteca Pública Digital (BPDigital) es la primera Biblioteca digital de carácter pública de Chile, creada a fines del 2013, con una colección de obras que presentan derechos de autor vigentes y de dominio público. Se trata de una plataforma en línea para el préstamo gratuito de libros digitales impulsada por el Sistema Nacional de Bibliotecas Públicas (SNBP), perteneciente al Servicio Nacional del Patrimonio Cultural (Serpat), del Ministerio de las Culturas, las Artes y el Patrimonio (Mincap).
El servicio permite tanto a los habitantes residentes en Chile y a chilenos residentes en el extranjero, solo con un RUT o número de pasaporte, acceder a una colección que actualmente alcanza los 20.000 títulos, distribuidos en más de 80.000 ejemplares. Esto se puede realizar desde la aplicación BPDigital, disponible para dispositivos iOS, Android y HarmonyOS, o también desde un computador, leyendo vía streaming; o sin la necesidad de mantenerte conectado instalando Adobe Digital Editions, programa que abrirá los libros que se descarguen desde www.bpdigital.cl.
La plataforma contiene títulos en diferentes formatos: ePub, PDF, MP3 (audiolibros) y MP4 (videocuentos); y materias como: narrativa chilena, pueblos originarios, periodismo, narrativa universal, género, ciencias, historia, entre otras. 
Las obras descargadas tienen 14 días de préstamo, renovables, siempre y cuando exista una copia disponible. 
BPDigital se caracteriza por albergar una gran variedad de autores y autoras, entre los que se destacan: Gabriela Mistral, Paul Auster, Isabel Allende, Gabriel García Márquez, Simone de Beauvoir, H.P. Lovecraft, Virginia Woolf, William Shakespeare, Chimamanda Ngozi Adichie, Neil Gaiman, Agatha Christie, Philip Roth, Patricia Highsmith, Stephen King, Alejandra Costamagna, Raúl Sohr, George R. R. Martin, Nona Fernández, Umberto Eco, etc. 
Este proyecto ha sido destacado con diversas distinciones. Entre ellas, Premio Nacional de Innovación AVONNI (2016), Premio Alonso de Ercilla, de la Academia Chilena de la Lengua (2017) y 1er lugar del concurso Funciona!, organizado por el Servicio Civil y Laboratorio de Gobierno (2019).